# Grande Conselho (Dinastia Qing)

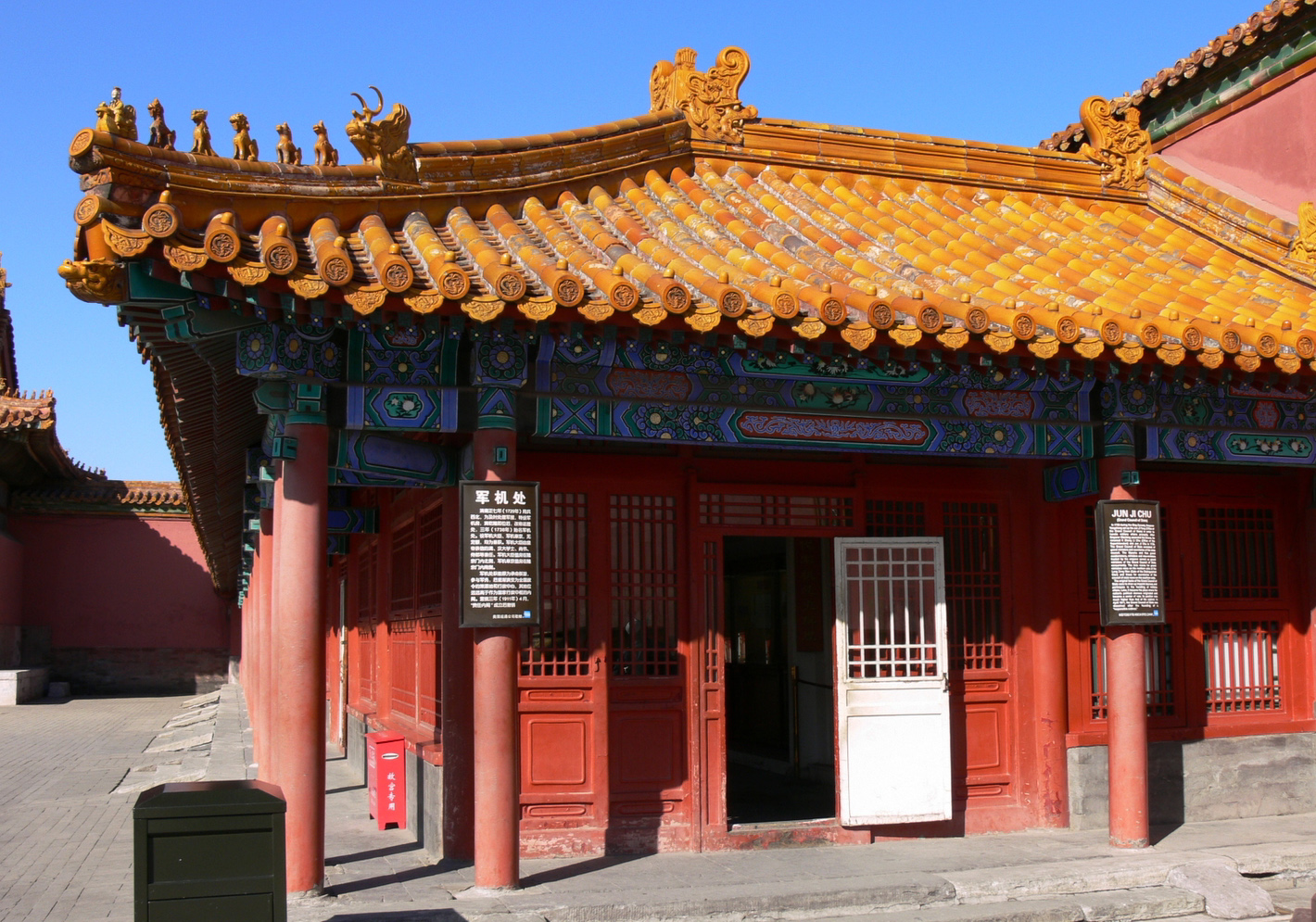
Escritório do Grande Conselho na Cidade Proibida em Pequim, um edifício relativamente discreto perto dos aposentos do imperador

O Grande Conselho ou Junji Chu (chinês tradicional: 軍機處, lit. ‘Gabinete de Assuntos Militares e Confidenciais’; Manchu: coohai nashūn i ba), oficialmente o Banli Junji Shiwu Chu (chinês tradicional: 辦理軍機事務處, lit. ‘Gabinete para o Tratamento de Assuntos Militares e Confidenciais’), foi um importante órgão de formulação de políticas da China durante a Dinastia Qing. Foi estabelecido em 1733 pelo Imperador Yongzheng. O conselho era originalmente responsável pelos assuntos militares, mas gradualmente adquiriu um papel mais importante e, eventualmente, assumiu o papel de conselho privado, eclipsando o Grande Secretariado em função e importância, razão pela qual ficou conhecido como "Grande Conselho".
Apesar de seu papel importante no governo, o Grande Conselho permaneceu como um órgão informal de formulação de políticas no tribunal interno e seus membros ocupavam outros cargos simultâneos no serviço civil Qing. Originalmente, a maioria dos oficiais que serviam no Grande Conselho eram manchus, mas gradualmente, oficiais chineses han foram admitidos nas fileiras do conselho. Um dos primeiros oficiais chineses Han a servir no conselho foi Zhang Tingyu. A chancelaria ficava em um edifício insignificante a oeste do portão do Palácio da Pureza Celestial, na Cidade Proibida.

## Origens

### Conselho de Príncipes e Altos Oficiais

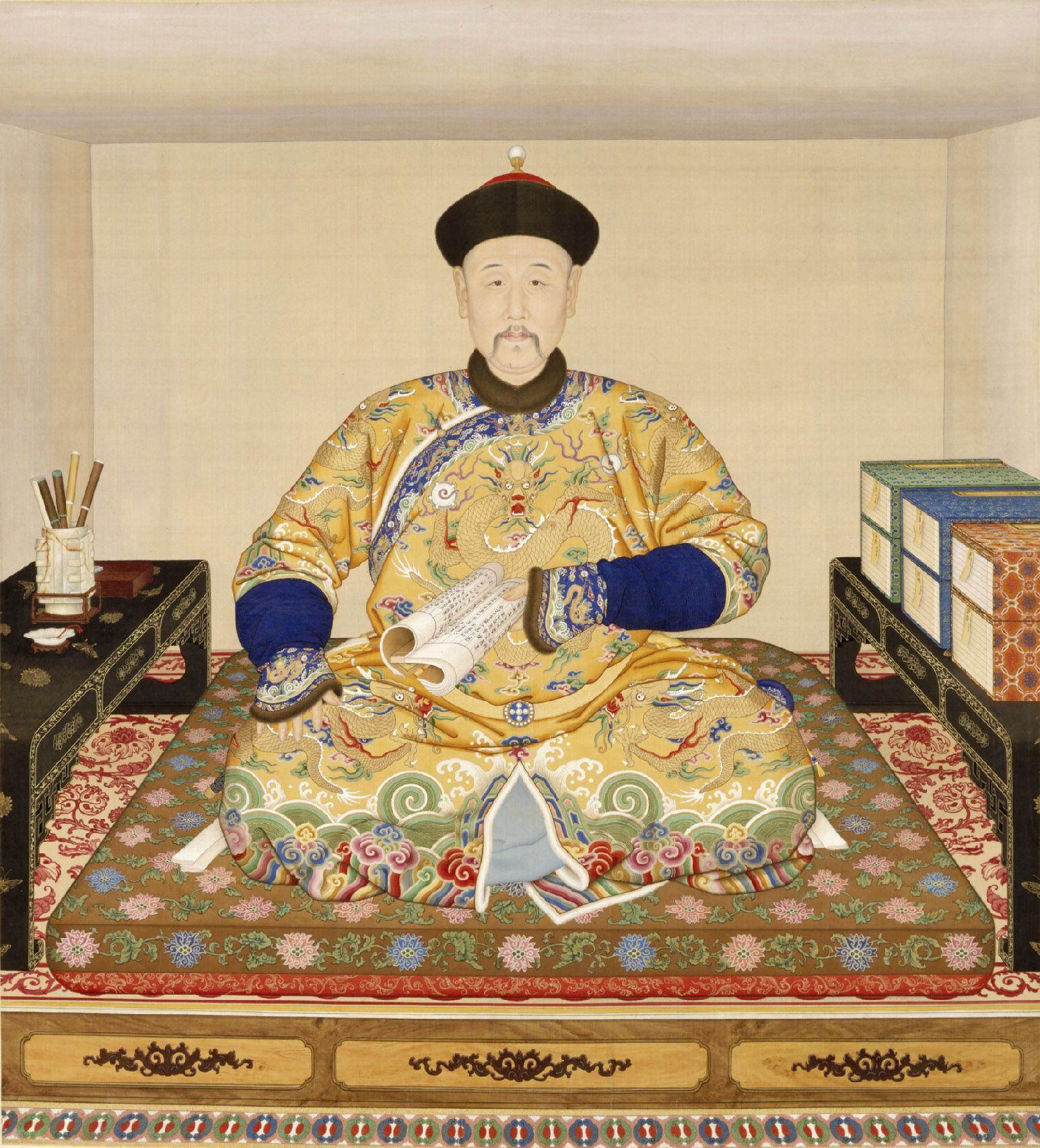
O Imperador Yongzheng (r. 1722–1735) estabeleceu o Grande Conselho.

No início da dinastia Qing, o poder político era detido pelo Conselho de Príncipes e Altos Oficiais (議政王大臣會議), que consistia de oito príncipes imperiais que serviam como conselheiros imperiais ao mesmo tempo. Também incluía alguns oficiais manchus. Estabelecido em 1637, o conselho era responsável por decidir as principais políticas do governo Qing. As decisões do conselho tinham precedência sobre as decisões do Secretariado de Concessões, o gabinete imperial. Segundo as regras estabelecidas por Nurhaci, o Conselho tinha até o poder de depor o Imperador. Em 1643, o Imperador Shunzhi expandiu a composição do conselho para autoridades chinesas Han, com seu mandato expandido para todas as decisões importantes relacionadas ao Império Qing. Os poderes do conselho diminuíram gradualmente após o estabelecimento do Estudo do Sul e do Grande Conselho, e ele foi abolido em 1717. 

### Estudo do Sul
O Estudo do Sul (chinês: 南書房, pinyin: Nánshūfáng: Julergi bithei boo) foi uma instituição que deteve o mais alto poder de formulação de políticas após sua criação em 1677. Foi abolido em 1898. O Estudo do Sul foi construído pelo Imperador Kangxi no canto sudoeste do Palácio da Pureza Celestial . Membros da Academia Hanlin, selecionados com base no mérito literário, eram designados para o Estudo para que o Imperador tivesse fácil acesso a eles quando buscasse conselho ou discussão. Quando destacados para o Estudo, os funcionários eram conhecidos como "[tendo] acesso ao Estudo do Sul" (南書房行走). Devido à proximidade com o Imperador, os funcionários destacados para o Estudo tornaram-se altamente influentes para o Imperador. Após a criação do Grande Conselho, o Estudo do Sul continuou sendo uma instituição importante, mas perdeu seu papel consultivo de políticas. As autoridades consideravam a cessão ao Southern Study como um reconhecimento honroso de suas realizações literárias. Em chinês, o termo "acesso ao Estudo do Sul" no uso moderno indica uma pessoa que, por meio de canais diferentes de um cargo governamental formal, tem influência significativa sobre os líderes do governo. 

### Estabelecimento do Grande Conselho
Em 1729, o Imperador Yongzheng lançou uma ofensiva militar contra o Canato da Zungária. Surgiram preocupações de que o local de reunião do Grande Secretariado (fora do Portão da Suprema Harmonia) não garantia a segurança dos segredos militares. O Junjichu foi então estabelecido no Pátio Interno da Cidade Proibida. Membros confiáveis do pessoal do Gabinete foram então destacados para trabalhar no novo Gabinete.  Depois de derrotar os Dzungars, o Imperador Yongzheng descobriu que as operações simplificadas do Escritório de Segredos Militares evitavam problemas com ineficiência burocrática. Como resultado, o Junjichu deixou de ser uma instituição temporária e se tornou um "Grande Conselho" em 1732, ultrapassando rapidamente os poderes do Conselho dos Príncipes Conselheiros e do Estudo do Sul, para se tornar o principal órgão de formulação de políticas do Império Qing. 

## Grande Conselho Qing (1738-1911)

### Conselho Interino e o Reestabelecimento do Grande Conselho
Em 1735, o Imperador Yongzheng morreu e foi sucedido por seu filho, o Imperador Qianlong. Pouco antes de sua morte, o Imperador Yongzheng estabeleceu um conselho provisório para auxiliar seu filho.  O Conselho Interino consolidou rapidamente muitas das agências do "Tribunal Interno" da era Yongzheng e expandiu o seu poder.  Três anos mais tarde, em 1738, o Conselho Interino foi dissolvido e o Grande Conselho foi reconstituído. 
Durante o reinado do Imperador Qianlong, o Grande Conselho tinha muitos deveres. Algumas delas incluíam tarefas mais mundanas, como controlar a papelada e planejar eventos, incluindo entretenimentos para a corte imperial e transporte do Imperador. Outras funções estavam mais ligadas à administração do estado, como redigir decretos e aconselhar o Imperador sobre diversas políticas e problemas. A sua proximidade ao Imperador e à corte interna, o seu sigilo e o seu estatuto não oficial permitiram-lhe expandir e sustentar o seu papel central na administração do Estado, libertando-o também de algumas das restrições de muitas das agências da corte externa. 

### Grande Conselho após a era Qianlong
Em 1796, o Imperador Qianlong abdicou em favor de seu filho, o Imperador Jiaqing. Após a morte de seu pai, três anos depois, em 1799, o Imperador Jiaqing, além de expurgar o favorito de seu pai, Heshen, que serviu no Grande Conselho desde 1776, introduziu inúmeras reformas no Grande Conselho, incluindo uma redução do número de grandes conselheiros, a introdução de punições administrativas para grandes conselheiros e a regulamentação das nomeações de escrivães do Grande Conselho por audiências imperiais. 

### Grande Conselho sob a Imperatriz Viúva Cixi

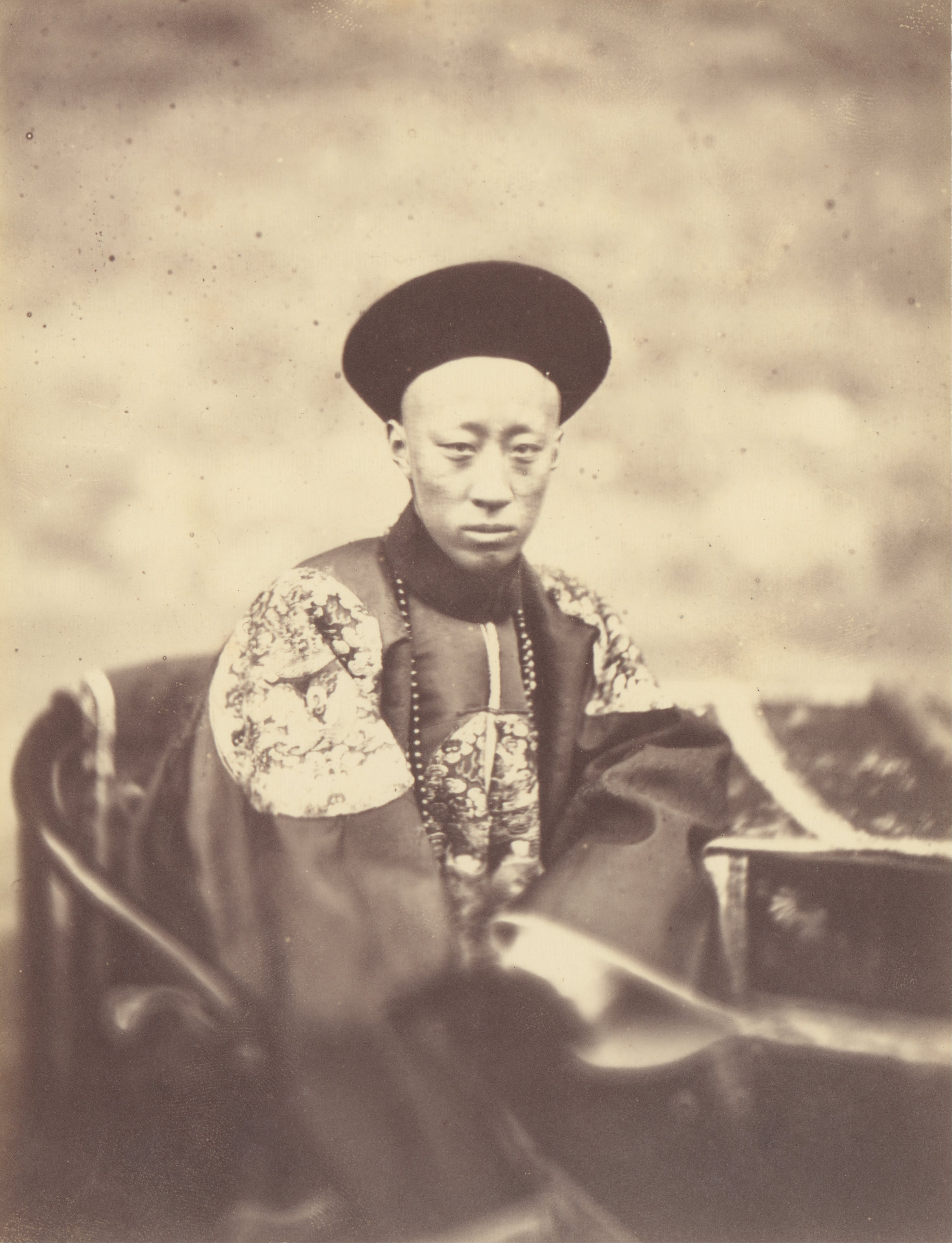
Príncipe Gong (1833-1898), um proeminente Grande Conselheiro durante o reinado de seu irmão, o Imperador Xianfeng, e na corte da Imperatriz Viúva Cixi.

Durante as regências das imperatrizes viúvas Ci'an e Cixi, o Grande Conselho assumiu muitas das funções de tomada de decisão, principalmente porque as duas mulheres eram novatas em assuntos de Estado. Logo depois que as duas mulheres se tornaram regentes do Imperador Tongzhi em 1861, foram emitidos decretos detalhando como os documentos e assuntos de estado deveriam ser tratados, com muitas das políticas sendo decididas pelo Grande Conselho. Os documentos deveriam ser enviados primeiro às imperatrizes viúvas, que os encaminhariam de volta ao Príncipe Regente, Príncipe Gong, que supervisionava o Grande Conselho. O Grande Conselho então discutiria a questão e buscaria a discrição das imperatrizes viúvas e redigiria ordens adequadamente, com os rascunhos dos editos tendo que ser aprovados pelas imperatrizes viúvas. Tal configuração levaria Zeng Guofan a observar, após uma audiência em 1869, que "o estado de coisas dependia inteiramente dos Grandes Conselheiros... cujo poder ultrapassava o do mestre imperial". Esta configuração sobreviveu à regência do Imperador Tongzhi e durou até a regência do Imperador Guangxu. 
Depois que o Imperador Guangxu assumiu formalmente as rédeas do poder de sua regente, a Imperatriz Viúva Cixi, tanto o Grande Conselho quanto o Imperador frequentemente buscavam o conselho da Imperatriz Viúva, que era mantida informada sobre os assuntos de estado. De facto, em 1894, com a eclosão da Primeira Guerra Sino-Japonesa, cópias de memorandos do Grande Conselho foram enviadas tanto ao Imperador Guangxu como à Imperatriz Viúva Cixi,  o que foi praticado até 1898, altura em que a Imperatriz Viúva retomou a sua "tutela" do Imperador Guangxu. Daquele momento até as mortes quase simultâneas da Imperatriz Viúva Cixi e do Imperador Guangxu, uma década depois, eles receberam o Grande Conselho em audiências.

### Abolição
Com a morte da Imperatriz Viúva Cixi e do Imperador Guangxu em 1908, Puyi, sobrinho de Guangxu, sucedeu ao trono. Por fim, em maio de 1911, o pai de Puyi, o Príncipe Chun, que era Príncipe Regente, aboliu o Grande Conselho, favorecendo um "Gabinete Imperial". Yikuang, o primeiro-ministro da época, fundou o primeiro Gabinete Imperial em 1911. A dinastia Qing, apesar dessa concessão aos que clamavam por reformas, entrou em colapso pouco tempo depois.

## Composição
O número de funcionários que compunham o Conselho variava de tempos em tempos, de apenas três a até dez. Normalmente, o número de funcionários servindo no conselho era cinco: dois manchus, dois chineses han e um príncipe de primeira classe, que atuava como presidente do conselho. O mais antigo entre eles era chamado de Conselheiro Chefe (chinês: 領班軍機大臣, pinyin: lǐngbān jūnjī dàchén), mas esta era simplesmente uma designação provisória e não um título oficial. 

## Membros notáveis
- Zhang Tingyu
- Heshen
- Sushun
- Príncipe Gong
- Príncipe Chun
- Weng Tonghe
- Ronglu
- Príncipe Qing
- Qu Hongji
- Tan Sitong, um Secretário Militar do Grande Conselho (軍機章京), executado por apoiar a Reforma dos Cem Dias
- Yu Minzhong (Chefe)